# Elettrio Corda
Elettrio Corda (Macomer, 27 ottobre 1927 – Nuoro, 22 febbraio 1996) è stato uno scrittore e storico italiano.
A Elettrio Corda è stata dedicata una via a Nuoro, che passa per il lato sud del Municipio.

## Opere
- Nuoro, ieri e oggi (1976)
- L'altalena sul Tirreno (1978)
- Una montagna chiamata Ortobene (1979)
- Ruote e ruotabili (1981)
- Terra barbaricina (1983)
- Le contrastate vaporiere (1984)
- La legge e la macchia (1985)
- Passeggeri in carlinga! (1986)
- Storia di Nuoro (1987)
- Storia di Orgosolo (1989)
- Storia di Dorgali (1990)
- Il tricolore per i mari (1990)
- Garibaldi in Sardegna (1991)
- Atene Sarda (1992)
- Dall'Aspromonte all'Ortobene (1993)
- Tempo di ricordi (1995)
- Due storie parallele (1996)